# I Can’t Be with You
«I Can’t Be with You» (с англ. — «Я не могу быть с тобой») — третий сингл в поддержку второго альбома No Need To Argue ирландской рок-группы The Cranberries. Сингл вышел 14 февраля 1995 года, а в Северной Америке — осенью того же года. Автор песни — О’Риордан, музыка написана авторским дуэтом О’Риордан/Хоган. Коммерчески «I Can’t Be with You» был менее успешен, чем предыдущие синглы с альбома. Песня считается одной из лучших на No Need To Argue.

## Позиции в чартах
| Страна         | Чарт (1995)               | Максимальная позиция |
| -------------- | ------------------------- | -------------------- |
| Австралия      | ARIA Singles Chart        | 30                   |
| Франция        | French SNEP Singles Chart | 24                   |
| Ирландия       | IRMA Singles Chart        | 21                   |
| Новая Зеландия | New Zealand Singles Chart | 25                   |
| Великобритания | UK Singles Chart          | 23                   |

## Список композиций

### CD single
1. «I Can’t Be with You»
2. «(They Long to Be) Close to You»
3. «Empty» (запись с BBC Radio One FM Evening Session, 26 сентября 1994 года)

### 7" single
1. «I Can’t Be with You»
2. «(They Long to Be) Close to You»

### Limited Edition CD single
1. «I Can’t Be with You» (запись с BBC Radio One FM Evening Session, 26 сентября 1994 года)
2. «Zombie» (акустическая)
3. «Daffodil Lament» (запись с фестиваля Feile в Типперэри, 30 июля 1994 года)

### Australian CD single
1. «I Can’t Be with You»
2. «Empty» (запись с BBC Radio One FM Evening Session, 26 сентября 1994 года)
3. «I Can’t Be with You» (запись с BBC Radio One FM Evening Session, 26 сентября 1994 года)